# 少年の町ZF
『少年の町ZF』（しょうねんのまちゼフ）は、原作：小池一夫、作画：平野仁による日本の漫画。『ビッグコミックオリジナル』（小学館）にて、1976年から1979年まで連載された。
1977年11月28日から同年12月16日まで、TBSラジオの『ラジオ劇画傑作シリーズ』でラジオドラマ化され、放送された。
2011年に小池書院キングシリーズ版の再刊により、『テレビブロス』「ブロス・コミックアワード2011」SF部門1位を受賞した。

## あらすじ
基本設定
物語の骨格は、少年たちが知恵と勇気を武器に、地球を侵略する宇宙生物に立ち向かうものである。この宇宙生物は目に見えない微生物状のものであり、作品中では「茸（フッコ）」と表現されている。「フッコ」は単細胞生物に近い存在であり、知的生命体の血液中でしか生きることができない。彼らは宇宙の漂泊者であり、彼らが生きていける血液をもった知的生命体（「必要体」）がいると、その生命体に寄生し、繁殖し、生き続けることができる。
「フッコ」は紫外線と空気を嫌い、血液を介した感染が基本的な繁殖戦略となる。「フッコ」に寄生された人間は「飢血体」となり、他の人間の血を吸うようになる。それにより、感染が広がり、地域で孤立してない人間以外はすべて「飢血体」になる。寄生主の知的精神活動利用して自らの知的水準を維持するため、「フッコ」に寄生された人間の精神活動はほぼ停止するが、慣性により今までのような生活を送ることが可能である。しかし、何らかの擾乱要素が加わると、「飢血体」本来の吸血行動が表面化する。
「飢血体」が日光に当たると紫外線の影響により、「フッコ」に対する抗体が作られ、寄生関係は崩れる。日光に当たった「飢血体」は硬化し、大地に還る。「飢血体」は日光に当たらないようにするため、完全な夜型の生活になる。
「フッコ」は微生物なので、例えば他の天体に移動するにしても、他の知的生命体の助けが必要となる。そのため、「フッコ」は一部の「飢血体」を生き残らせ、「悪魔（デモノ）」として「フッコ」と完全な共生ができるようにする。「フッコ」は彼らを忠実な下僕として宇宙空間をさまようことになる。作品中に登場する「悪魔（デモノ）」は、地球人類の進化におけるミッシングリンクとなる「サバ」であると説明されている。宇宙船に乗って地球にやってきたのは「灰（アッシュ）」に率いられる少数の元地球人と彼らの指示で動く人間型ロボットである。
ラボック光
東京郊外に「ラボック光」と呼ばれるUFOの編隊が現れ、そのうちの一つが多摩市の東北東にそびえる高陣山のあたりに消える。翌日、それを目撃した11人の少年たちは、光の正体を確認するために高陣山へ向かう。この行動が町の人たちと少年たちを分ける哀しみの分岐点となる。
囁き子
少年たちが探索を始めると、不気味な笑い声が響き、続いて向井の悲鳴が聞こえる。倒れている向井の横に人形を抱いた少女が立っており、人形を手渡された真庭は、テレパシーにより彼女と意志の疎通ができるようになる。少年たちが真庭に体を接触させると、彼らにも「私は囁き子、悪魔（デモノ）の巫妖（ウイッチ）」というメッセージが伝わる。真庭が向井が死んでいることを確認し、「囁き子」は寝袋に入れられ、少年たちは一晩を山で過ごす。向井は夜中に動き出し、朝日を浴びると石のように硬直する。翌日、少年たちが町に下りると住民は誰も見当たらない。何か異常事態が進行している。
異常事態
夜の学校で探題が友人に話しかけると、かりそめの平穏が破れ、生徒たちが襲ってくる。車で移動中にも、太郎が母親のところに駆け寄ると同じような大混乱が生じる。少年たちは町の人がすべて異質なものになってしまったことを自覚せざるを得なくなる。彼らがニンニクを怖がることを知った少年たちは、ニンニクを吊るした車の中で一夜を明かす。町の人たちは車を遠巻きにしていたが、朝の到来の前にどこかに立ち去る。真庭は情報を聞き出そうと「囁き子」をレイプし、教会で強引に結婚式をあげ、夫に従うことを強要する。とりあえず教会が安全だと分かり、周囲にニンニクを吊るして夜を過ごす。
尖石原野とファイ螺旋
「囁き子」はファイ螺旋を描く石材の列を示し、特定の場所（尖石原野）にそれを造ると、「灰（アッシュ）」たちの「サイココマンド」が及ばなくなると説明する。少年たちは寺の境内を探し当て、墓石で目指す石柱列を造り上げる。その過程で「アッシュ」は、娘の「囁き子」に戻ってくるように呼びかけるが、「囁き子」は真庭と行動をともにする。ファイ螺旋の石柱列の完成により、少年たちは安住の地を確保する。少年たちは資材を集め、内部に小屋を立て、生活環境を整える。「アッシュ」は石柱列の外側で魔宴（フーガ）を見せつけようとするが、囁き子の機転と真庭の強い意志により失敗する。
反撃
「アッシュ」は、少年たちの基地には直接は手を出せないので、成長すると破壊できなくなる「酣（たけなわ）の木」で周辺を囲もうとする。少年たちは外に出て闘い、芽を出した酣の木を引き抜く。少年たちは、トレーサーとして利用できる放射性同位元素を含ませた弾をパチンコ（スリングショット）で打ち込む。放射線検出により「アッシュ」たちの寝ている場所を探し当て、心臓に杭を打ち込み、3人のデモノを殺害する。「アッシュ」は三人を鳥葬にして、少年たちを挑発し、一対一の決闘に持ち込む。真庭は女司祭の眩火（くらか）と対決しかろうじて勝利する。
7キロメートル四方の少年たちの土地
アッシュは、少年たちの基地を中心とし、7キロメートル四方の土地を少年たちに分け与える。少年たちはこの土地で自給自足の生活を送ることができる。「アッシュ」はその境界に酣の木を植えることを宣言する。少年たちは成長途中の酣の木を乗り越え、町で熱気球を手に入れ無事に帰還する。しかし、予備の燃料がないため、熱気球の再利用はできない。少年たちは酣の木に囲まれた檻の中で暮らすことになる。
応答
村地がアマチュア無線で呼びかけると女性から応答がある。彼女は東京の化学者で、人工血液による交換輸血により、人間として生き残ってきたが、30時間内に再度の交換輸血が必要だと伝える。少年たちはカタパルトでロープを付けた重量のある石を酣の木を超えて打ち出し、外に出る。交換輸血はポンプからの漏れがあり、血液が不足する。AB型の太郎の希望で400ccの輸血をして、交換輸血は成功するが、太郎は危険状態となる。そこに血液をもった「アッシュ」が現れ、少年たちの勇気と献身を称え、地球を元通りにして出ていくと告げる。「囁き子」は「アッシュ」に抱きつき、「アッシュ」は別れを告げる。

## 主な登場人物
真庭 典明（まにわ てんめい）
多摩高校剣道部員で剣道4段。冷静沈着な性格で少年たちのリーダーとなる。愛犬コザック号の散歩中にラボック光を目撃する。囁き子と結婚し、少年たちの町を立ち上げる。
探題 剣司（たんだい けんし）
多摩高校生。腕力はあるが冷静さに欠けるところがある。同級生で恋人の遠山百合子と初めてのキスの最中にラボック光を目撃する。父親の仕事の関係で建築に詳しい。
乾 太郎（いぬい たろう）
小学生低学年。少年たちの中では最年少。二階の窓から屋根に向かって小便をしているときにラボック光を目撃する。慣性人間となった母親に首を締められ殺されそうになる。
麓 月夫（ふもと つきお）
多摩高校野球部員でチームの四番打者。就寝前の素振りの最中にラボック光を目撃する。アケミの血により感染し慣性人間の社会に戻る。
村地 日出男（むらじ ひでお）
多摩高校生。アマチュア無線の資格をもち、友人の向井との交信中にラボック光を目撃する。
向井 洋介（むかい ようすけ）
多摩高校生。アマチュア無線で友人の村地と交信中にラボック光を目撃する。高陣山においてフッコに感染し、かつ日光を浴びてしまい硬化する。
三村 信（みむら しん）
多摩中学生で理系に詳しい。育てている花を観察しているときにラボック光を目撃する。慣性人間がニンニクを嫌うことを発見する。慣性人間の血液中のフッコを顕微鏡で確認する。
横手 正臣（よこて まさおみ）
ラボック光を目撃したときに天体望遠鏡を使って観測し、母船を確認する。犬戦艦の夢を見て、それは馬車戦艦となって実現する。武器についても詳しい。放射同位元素によるトレーサーについての知識もある。
海出 一郎（かいで いちろう）、海出 次郎（かいで じろう）、一色 大（いっしき だい）
3人とも同じ塾に通っており、塾の帰りにラボック光を目撃する。
囁き子（ささやきこ）
地球にフッコの寄生可能な知的生物が存在するかどうかを確認するため、地上に派遣されてきた悪魔の巫妖（ウイッチ）であり、フッコには感染してない。真庭を愛するようになり、アッシュと対決する。
灰（アッシュ）
悪魔（デモノ）の支配者で囁き子の父親。人類とは別の種でかって地球の知的生命体であったサバ人の生き残り。フッコとの共生関係により永遠に生き続けることができる。強力なサイココマンドにより慣性人間を操ることができる。
キムラ　ヨシコ
東京白金の日本化血研に勤務する化学者。人工血液による交換輸血により人間として生き延びてきた。完全な人工血液を完成させ、その情報を少年たちに伝えようとする。

## 書誌情報
- 小池一夫・平野仁『少年の町ZF』小学館〈ビッグコミックス〉、全9巻。[1]。
  1. 1977年8月1日初版第1刷発行
  2. 1977年9月1日初版第1刷発行
  3. 1978年1月1日初版第1刷発行
  4. 1978年6月1日初版第1刷発行
  5. 1978年7月1日初版第1刷発行
  6. 1979年1月1日初版第1刷発行
  7. 1979年4月1日初版第1刷発行
  8. 1979年5月1日初版第1刷発行
  9. 1979年6月1日初版第1刷発行

## ラジオ番組
| TBSラジオ ラジオ劇画傑作シリーズ | TBSラジオ ラジオ劇画傑作シリーズ | TBSラジオ ラジオ劇画傑作シリーズ |
| 前番組                           | 番組名                           | 次番組                           |
| -------------------------------- | -------------------------------- | -------------------------------- |
| ブラック・ジャック               | 少年の町ZF                       | 女外人部隊サハラ                 |